# Alberto Coyote
Héctor Alberto Coyote Tapia (26 de marzo de 1967, Celaya, Guanajuato) es un ex futbolista mexicano y entrenador que jugaba en la posición de mediocampista de contención, actualmente dirige al Club Deportivo Tapatio de la Liga de Expansión MX.
Debutó con el León AC en la temporada 1990-91 en un partido contra el Irapuato, aunque ya había jugado anteriormente con el Celaya en la tercera división y con el Salamanca de la Segunda "B". Después en la temporada 1993-94 llega al Club Deportivo Guadalajara donde estaría por 13 temporadas, y ganaría el título del Verano 97. Antes de retirarse juega con el Atlante.
En lo que respecta a dirección técnica el 19 de abril de 2012 tras la destitución de Ignacio Ambriz como técnico del Club Deportivo Guadalajara es llamado a ser director técnico interino para los últimos 2 partidos del torneo clausura 2012 frente atlas y pachuca cosechando dos derrotas 1-0 y 3-1 respectivamente.
En 2013 y 2014, dirigió al Unión de Curtidores, cuando ese equipo sale de la competición, se va al club Querétaro FC B llevándose con el gran base de jugadores que jugaron el torneo pasado en curtidores.
El 12 de agosto de 2020 fue nombrado como nuevo entrenador del Club Deportivo Tapatío, filial del Club Deportivo Guadalajara que disputa la Liga de Expansión MX.

## Selección nacional
Con la Selección de fútbol de México disputó varios partidos y torneos entre ellos, la Copa Oro de 1993, la Copa Confederaciones 1995 y 2001.

### Participaciones en Copa FIFA Confederaciones
| Copa                           | Sede                  | Resultado        |
| ------------------------------ | --------------------- | ---------------- |
| Copa FIFA Confederaciones 1995 | Arabia Saudita        | Tercer lugar     |
| Copa FIFA Confederaciones 2001 | Corea del Sur y Japón | Octavos de final |

### Participaciones en Copa América
| Copa              | Sede    | Resultado        |
| ----------------- | ------- | ---------------- |
| Copa América 1995 | Uruguay | Cuartos de final |